# 基利夫
50°8′59″N 30°53′22″E / 50.14972°N 30.88944°E
基利夫（羅馬化：Kyiliv）是位於烏克蘭北部的村莊，由基辅州鲍里斯皮尔区的沃龍基夫市鎮負責管轄。該村始建於1628年，面積2平方公里，海拔高度105米，2001年人口556，人口密度每平方公里277.6人。